# Suren Gazaryan
Suren Gazaryan (en ruso:Сурен Владимирович Газарян; Krasnodar, 8 de julio de 1974) es un zoólogo ruso, figura pública, y exmiembro de The Environmental Watch en el norte del Cáucaso. Es miembro del Consejo de Coordinación de la Oposición de Rusia. Recibió un Premio Mediombiental Goldman en 2014.

## Biografía
Gazaryan nació el 8 de julio de 1974 en Krasnodar. En 1996, se graduó de la Universidad Estatal de Kuban y en 2001 completó estudios de posgrado en la Academia de Ciencias de Rusia. En 2001, también fue elegido presidente de la comisión para la protección de las cuevas de la Unión de Espeleólogos de Rusia.